# Home (Martin Garrix)
Home is een single van de Nederlandse dj Martin Garrix met de Zweedse songwriter en muziekproducent Bonn uit 2019. 

## Achtergrond
Home is geschreven door Michel Zitron, Kristoffer Fogelmark, Albin Nedler, John Martin en Martijn Garritsen en geproduceerd door Martin Garrix. Het is de derde nummer van het duo samen, na High on Life en No Sleep. Het nummer was in Nederland een radiohit en kwam tot de 21e plek in de Top 40. Het werd echter niet veel gestreamd en kwam enkel tot de 94e plaats in de Single Top 100. Daarnaast kwam het ook in het thuisland van Bonn tot de 61e plek.